# Kimi ga Ite Boku ga Ita / Ai Girl
Singles de Rev. from DVL
REAL / Koi Iro Passion
(3 décembre 2014) Kimi wo Mitsuketa Ano Hi kara Boku no Omoi wa Hitotsu Dake
(30 juin 2015)
Kimi ga Ite Boku ga Ita / Ai Girl (君がいて僕がいた / 愛がーる, Ai Girl ou Ai Gaaru ou Aigaru) est le 4e single du groupe japonais Rev. from DVL sorti en mars 2015 et son 2e à contenir une double-face A.

## Détails du single
Il avait été prévu de sortir le single sous le titre Kimi ga Ite Boku ga Ita, mais il a été finalement décidé de le sortir avec une double face A. Le single sort le 25 mars 2015, trois mois après le précédent single Real / Koi Iro Passion, en plusieurs éditions (contenant toutes un CD dont les titres sont différents selon l’édition) avec des couvertures différentes : une édition notée A (avec CD et DVD), une autre notée B (CD) et une édition notée WEB non mise en vente (CD).
Il atteint la 9e place du classement hebdomadaire des ventes de l'Oricon.
L’édition A quant à elle comprend un CD différent avec en supplément un DVD (qui comprend la musique-vidéo version drama et la chorégraphie de la première chanson co-face A Kimi ga Ite Boku ga Ita puis de deux vidéos bonus montrant la réalisation de la vidéo pour le titre Kimi ga Ite Boku ga Ita et la chorégraphie du titre Ai Girl). Elle est accompagnée d’une fiche d’un membre du groupe sélectionné aléatoirement ainsi qu’une carte de loterie disponible seulement lors des premières ventes, pour avoir la chance de gagner un billet pour assister à un événement organisé par le groupe.
Les deux chansons principale (ainsi que ses chansons face B What a surprise! et Takaramono) figureront dans l'album best-of Never Say Goodbye -arigatou- sorti en mars 2017.

## Membres
Membres crédités sur le single : 
| - Kanna Hashimoto (membre central) : chant principal - Miho Akiyama (sub-leader) : chant principal - Nagisa Shinomiya : chant principal - Miki Washio : chœurs - Hitomi Imai (leader) : chœurs - Honami Kōya : chœurs | - Yuna Nishioka (sub-leader) : chœurs - Yukina Hashimoto : chœurs - Nanami Chikaraishi : chœurs - Reina Fujimoto : chœurs - Nanami Takahashi : chœurs - Saki Furusawa : chœurs |

## Liste des titres
| 1. | Kimi ga Ite Boku ga Ita (君がいて僕がいた) |  |
| 2. | Ai Girl (愛がーる)                         |  |
| 3. | What a surprise!                           |  |
| 4. | Kimi ga Ite Boku ga Ita (instrumental)     |  |
| 5. | Ai Girl (instrumental)                     |  |
| 6. | What a surprise! (instrumental)            |  |

| 1. | Kimi ga Ite Boku ga Ita (Music Video Drama ver.) |  |
| 2. | Kimi ga Ite Boku ga Ita (Music Video Dance ver.) |  |
| 3. | Kimi ga Ite Boku ga Ita (Music Video Making of)  |  |
| 4. | Ai Girl (Choreography Video)                     |  |

| 1. | Kimi ga Ite Boku ga Ita (君がいて僕がいた) |  |
| 2. | Ai Girl (愛がーる)                         |  |
| 3. | 50 years                                   |  |
| 4. | Kimi ga Ite Boku ga Ita (instrumental)     |  |
| 5. | Ai Girl (instrumental)                     |  |
| 6. | 50 years (instrumental)                    |  |

| 1. | Kimi ga Ite Boku ga Ita (君がいて僕がいた) |  |
| 2. | Ai Girl (愛がーる)                         |  |
| 3. | Takaramono (宝物)                          |  |
| 4. | Eien no Shirabe (永遠の調べ)               |  |
| 5. | Kimi ga Ite Boku ga Ita (instrumental)     |  |
| 6. | Ai Girl (instrumental)                     |  |
| 7. | Takaramono (instrumental)                  |  |
| 8. | Eien no Shirabe (instrumental)             |  |